# Smicrotatodelphax kirkaldyi
Smicrotatodelphax kirkaldyi är en insektsart som beskrevs av Frederick Arthur Godfrey Muir 1917. Smicrotatodelphax kirkaldyi ingår i släktet Smicrotatodelphax och familjen sporrstritar. Inga underarter finns listade i Catalogue of Life.